# Lize Marke

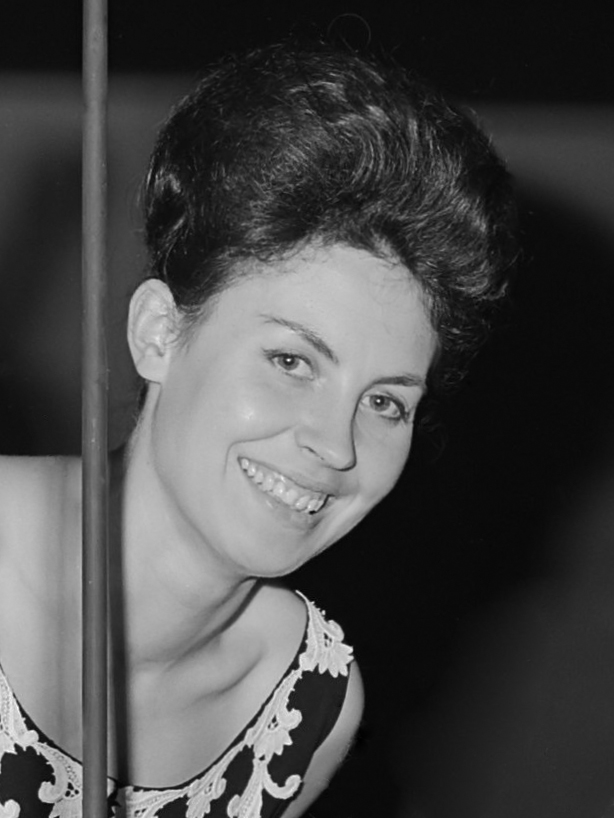
Lize Marke (1963)

Lize Marke (* 1. Dezember 1936, eigentlich Liliane Couck) ist eine belgische Sängerin.

## Biographie
Marke begann ihre musikalische Karriere 1962. Im Jahr darauf nahm sie mit den beiden Liedern Saksisch porselein und Luister naar de wind am belgischen Vorentscheid zum Eurovision Song Contest teil, der vom flämischen Fernsehsender BRT unter dem Titel Canzonissima veranstaltet wurde. Saksisch porselein erreichte den vierten Platz, während Luister naar de wind den zweiten Platz mit 289 Punkten erreichte. Die Sängerin lag damit nur drei Punkte hinter dem Sieger Jacques Raymond. Der Titel war zudem ein kleiner Hit in Belgien.
1965 wurde sie intern vom Sender ausgewählt, Belgien beim Wettbewerb zu vertreten. In einer Vorentscheidung stellte sie sechs Titel vor, unter denen die Ballade Als het weer lente is als klarer Sieger hervorging. Beim Eurovision Song Contest 1965 in Neapel hatte sie keinen Erfolg: mit null Punkten kam sie zusammen mit den Vertretern aus Spanien, Deutschland und Finnland auf den letzten Platz. Trotz der schlechten Platzierung nahm sie über die folgenden Jahre an Gesangswettbewerben in der Schweiz, Bulgarien, Rumänien und Kanada erfolgreich teil.
1965 bekam die Sängerin zudem mit der Lize-Marke-Show ihre eigene Fernsehsendung in Belgien. Ab Mitte der 1970er Jahre machte sie weniger von sich reden, sie hat aber bis heute regelmäßig Live-Auftritte. Im Lauf ihrer Karriere veröffentlichte die Sängerin viele Schallplatten. Neben eigenen Titeln ist sie vor allem für niederländische Coverversionen internationaler Hits bekannt.

## Diskografie (Auswahl)

### Alben
- Aandacht voor
- Mijn lied(eren) voor jou

### Singles
- Luister naar de wind (1963, B-Seite: Saksisch porcelein)
- Esta noche no (1964)
- Als het weer lente is (1965)
- Kerstnacht (1967)
- Lara’s lied (1967)
- Wat is ’t leven toch mooi (1967)
- Zeemeeuw (1970)
- Papillon (1974)
- Vlaanderen mijn vaderland (1975)

### Cover-Versionen
- Sole sole (Sole sole von Laura Villa)
- Alles is nu voorbij (As Tears Go By von Marianne Faithfull)
- Goede nacht (Il Silenzio von Nini Rosso)
- Het geluid der stilte (The Sound of Silence von Simon & Garfunkel)
- Niets op aarde (Bien plus fort von Tereza Kesovija, monegassischer Beitrag zum Eurovision Song Contest 1966)
- Edelweiss (Edelweiß von Theodore Bikel aus dem Musical The Sound of Music)
- Ik zie de zon niet meer (Il doit faire beau là-bas von Noëlle Cordier, französischer Beitrag zum Eurovision Song Contest 1967)
- Delilah (Delilah von Tom Jones)
- Wat is ’t leven toch mooi (What a Wonderful World von Louis Armstrong)
- Ark van Noe (L’arca di Noè von Sergio Endrigo)
- Menningen (Menningen von Julie Bergen)
- Mooi is het leven (C’est la vie von Séverine)
- El cóndor pasa (El cóndor pasa von Daniel Alomía Robles)